# Rifkrieg (1909)
Der Rif-Krieg 1909 oder Krieg um Melilla war ein militärischer Konflikt zwischen den Rifkabylen und Spanien und fand 1909 rund um Melilla statt.
Dieser Krieg war nach dem Rifkrieg (1893) der zweite in einer Reihe von Konflikten mit diesem Namen. Später folgte noch der Rifkrieg 1921–1926; in ihm gewann Spanien durch den völkerrechtswidrigen Einsatz von Senfgas.

## Vorgeschichte

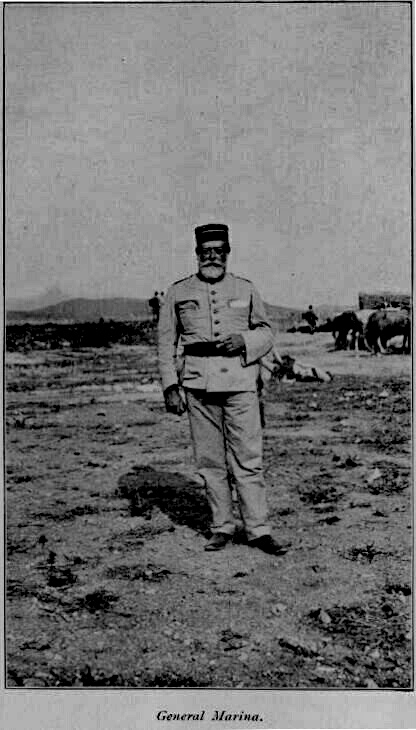
General José Marina Vega (1850–1926)

Im Spanisch-Amerikanischen Krieg (25. April bis 12. August 1898) verlor Spanien seine letzten bedeutsamen Kolonien (Kuba, Puerto Rico, Guam und die Philippinen). Danach suchte Spanien durch die Ausweitung seiner Einflussnahme in Nordafrika Ersatz für das verlorene Prestige. Die Compañía Española de Minas del Rif hatte mit Muley Mohamed, einem konkurrierenden Kalifen, welcher von Sultan Abd al-Aziz als Bou Hamara („Vater, Eigentümer der Eselin“) bezeichnet wurde, ein Abkommen über die Erschließung und Nutzung der örtlichen Minen abgeschlossen. Abu Himara wurde am 8. August 1908 vom mächtigsten Berberstamm der Region, den Banu Waryaghal (Aith Waryaghar in der Sprache der Berber) entführt. General Marina, der militärische Kommandant von Melilla, fragte in Madrid ergebnislos um Truppen-Verstärkung an.
Am 9. Juli 1909 kam es zu einem erneuten Angriff. Stammesmitglieder töteten sechs spanische Eisenbahnarbeiter.

## Spanische Niederlage
Auf Grund der Ereignisse vom 9. Juli erhöhte der spanische Premierminister Antonio Maura Montaner die Truppenstärke der Garnison von Melilla von 5.000 auf 22.000 Mann.
Am nächsten Tag kamen die spanischen Truppen in der Nähe von Melilla unter Feuer von Heckenschützen. General Marina entschied, sechs Kompanien unter dem Kommando von Oberst Álvarez Cabrera in Ajdir zu stationieren. Die Truppen verließen Melilla am Abend, verirrten sich jedoch auf dem Weg. Bei Anbruch des Morgens befanden sich die Soldaten in der Barranco de Alfer (Alferschlucht), als sie von den Hängen her unter Beschuss gerieten. Oberst Cabrera und 26 Männer wurden dabei getötet und 230 weitere Männer verwundet.
Am 26. Juni erlitten die Spanier eine zweite Niederlage in der Barranco del Lobo (Wolfsschlucht), als Marina eine andere Abteilung unter dem Kommando von General Guillermo Pintos Ledesma nach Segunda Caseta schickte. In einem Hinterhalt wurden General Pintos und 153 Männer getötet sowie 600 verwundet.

## Spanien mobilisiert
Im Juli 1909 wurden in Spanien 40.000 Einberufungsbefehle an Reservisten zugestellt. Als die Niederlage in der Wolfsschlucht in Spanien bekannt wurde, protestierten („Tragische Woche“) viele Spanier gegen diesen Krieg. Nach der militärischen Niederlage hatten zunächst alle spanischen Militäroperationen defensiven bzw. vorbereitenden Charakter, die Truppenstärke wurde auf 35.000 Mann erhöht und schwere Artillerie aus Spanien herangeschafft. Ende August begannen die Spanier mit einer neuen Offensive und dank ihrer nunmehr überlegenen Kräfte gelang es ihnen bis Januar 1910, die östlichen Stämme zu unterwerfen.
Die Spanier vergrößerten das Territorium der Melillaenklave in Richtung Ras Tileta Madari und südlich in Richtung Mar Chica. Bei diesen Kämpfen wurden weitere 2.517 spanische Soldaten getötet.

## Protest
In Spanien erhoben sich die Arbeiterinnen und Arbeiter gegen den Krieg ihrer Regierung. Da sich die reiche Bevölkerung vom Militärdienst freikaufen konnte, wurde der Marokkokrieg von den Arbeitern als Klassenkrieg betrachtet. Im Juli 1909 organisierten sie einen Generalstreik. Unterstützt wurden sie von der internationalen Arbeiterbewegung. Ein SPD-Parteitag in Wandsbek zum Beispiel bekundete im September 1909 „höchsten Respekt“ dafür. Der Generalstreik entwickelte sich zu einem anarchistischen und antiklerikalen Aufstand, der „Tragischen Woche“. In der Folge wurden Verantwortliche des Aufstandes festgenommen, verurteilt und sogar teilweise hingerichtet.

## Folgen
Spanien gelang es zwar, sein Herrschaftsgebiet auszudehnen, doch große Teile Nordmarokkos blieben unbehelligt. Nach dem Vertrag von Fès errichtete Spanien 1912 in Nordmarokko das Protektorat Spanisch-Marokko, doch erst im Dritten Rifkrieg (1921) konnten die Spanier diese Gebiete unter ihre Kontrolle bekommen.